# Always Drinking Marching Band
Always Drinking Marching Band és una companyia de música i teatre de Barcelona creada l'any 1997. És coneguda per la transgressió estilística, humor i energia de les seves més de 1000 actuacions a Europa, Amèrica, Àfrica i Àsia.
Un grup de músics es van reunir l'estiu de 1997 per participar en la Festa Major Alternativa de Gràcia. A causa de l'èxit obtingut van decidir inspirar-se en fanfares franceses com La Belle Image o No Water Please per formar un grup de música que combinava versions impossibles, humor i crítica social i que reclamava el carrer com a espai públic d'expressió artística. Des de llavors ha creat dotzenes d'espectacles de música, teatre i circ on han treballat multitud d'artistes, actors, dissenyadors i músics per tot el món. Avui dia la marca Always Drinking Productions manté l'esperit original de la primera formació entre altres espectacles.

## Espectacles
- Birra, Sudor y Lágrimas. 1997[4]
- La Calle es Nuestra. 2005
- On the Rocks! 2008[5]
- Quina Barra! 2009[6]
- G- A+ 2009[7]
- Flirt! 2010
- Bullanga! 2013[8]
- Brasstards. 2014
- Be Different. 2018[9]

## Discografia
- Aquí no se Engaña a Nadie (2000)
- La Calle es Nuestra (2013)
- Brasstards (2016)

## Premis i reconeixements
- Segon premi Mercè a Banda. Barcelona, setembre 2005
- Premi del públic Haizetara. Amorebieta-Etxano, juny 2006[10]
- Primer premi Mercè a Banda. Barcelona, setembre 2007
- Premi del públic al Millor Muntatge a Fira Tàrrega, 2010[11]
- Finalista als XIV Premis MAX al millor espectacle revelació, Còrdova 2011
- Meció especial del jurat al Premi Unnim de Teatre, 2011[12]
- Premi del públic al VI Milano Clown Festival, Milà 2011[13]
- Millor banda del 11th Beijing Chaoyang International Spring Festival, Beijing 2013
- Premi al Festival Cirque et Fanfares, Dole 2016[14]